# Crkva sv. Lovrinca u Vrboskoj
Crkva sv. Lovrinca je rimokatolička crkva u Vrboskoj na otoku Hvaru.

## Opis dobra
Izvorno jednobrodna crkva, građena krajem 15. stoljeća, spaljena je od Mlečana 1512. godine (tijekom ustanka hvarskih pučana), te ponovno od Turaka tijekom opsade Vrboske 1571. godine. Crkva je obnovljena i proširena u razdoblju od 1572.−1576. godine u baroknom slogu, kada je proširena izgradnjom bočnih brodova, a unutrašnjost je građevine razdijeljena četvrtastim stupovima i polukružnim lukovima. Na glavnom, zapadnom pročelju crkve se uz glavni, barokni portal otvaraju i dva manja, pobočna, nad kojim se nalaze manje rozete. U osi glavnog pročelja je rozeta i nad njom klesani trodijelni zvonik na preslicu baroknog oblikovanja. Na istoku je apsida kvadratičnog oblikovanja, a u jugoistočnom uglu crkve je sakristija. Na južnom pročelju su u središtu vrata koja vode u crkvu, uz njih je niša u kojoj je smješten bunar, a u jugozapadnom uglu su vrata koja vode na kor.

## Zaštita
Pod oznakom Z-4942 zavedena je kao nepokretno kulturno dobro - pojedinačno, pravna statusa zaštićena kulturnog dobra, klasificirano kao "sakralna graditeljska baština".

## Vanjske poveznice
|  | Zajednički poslužitelj ima još gradiva o temi Crkva sv. Lovrinca u Vrboskoj |